# Ernst Mach
Ernst Mach (phát âm tiếng Đức: [ˈɛɐnst ˈmax]) (18 tháng 2 năm 1838 – 19 tháng 2 năm 1916) là một nhà vật lý và triết gia người Áo, ông được ghi nhớ bởi những đóng góp cho vật lý như số Mach và nghiên cứu về sóng xung kích. Là một triết gia khoa học, ông là người khai phá và đại diện tiêu biểu cho chủ nghĩa thực chứng lôgic và thông qua những phê phán về lý thuyết của Newton, đã đóng vai trò người báo trước sự ra đời của thuyết tương đối của Albert Einstein.